# Бионде (Верона)
Бионде је насеље у Италији у округу Верона, региону Венето.
Према процени из 2011. у насељу је живело 554 становника. Насеље се налази на надморској висини од 15 м.